# Øster Hus Arena
Øster Hus Arena – stadion piłkarski w Sandnes, w Norwegii. Został oddany do użytku 3 lutego 2020 roku. Może pomieścić 6043 widzów. Swoje spotkania rozgrywają na nim piłkarze klubu Sandnes Ulf.
Budowa nowego, typowo piłkarskiego stadionu dla klubu Sandnes Ulf rozpoczęła się 20 czerwca 2018 roku. Obiekt powstał niedaleko poprzedniego obiektu klubu, Sandnes Stadion. Oddanie do użytku nowej areny miało miejsce 3 lutego 2020 roku. Nowy stadion posiada otaczające boisko ze wszystkich stron, w pełni zadaszone trybuny, mogące pomieścić 6043 widzów. Obiekt wyposażony jest także w sztuczną, podgrzewaną murawę i oświetlenie o natężeniu 1500 luksów.